# Orophea creaghii
Orophea creaghii là loài thực vật có hoa thuộc họ Na. Loài này được (Ridl.) Leonar. & P.J.A. Kessler mô tả khoa học đầu tiên năm 2001.